# Zyta Oryszyn
Zyta Oryszyn, właściwie Zyta Anna Kaczyńska z domu Bartkowska (ur. 16 sierpnia 1940 w Zagórzu, zm. 11 października 2018) – polska pisarka, dziennikarka, tłumaczka.

## Życiorys
Pochodziła z Zagórza nad Osławą koło Sanoka. Po II wojnie światowej przeniosła się wraz z rodzicami do Wałbrzycha. Debiutowała literacko w wieku 16 lat na łamach „Trybuny Wałbrzyskiej”, który zamieścił jej inspirowane twórczością Marka Hłaski opowiadanie o życiu dziecka mającego ojca alkoholika.
Studiowała filozofię na Uniwersytecie Warszawskim. W 1970 wydała swoją pierwszą powieść zatytułowaną Najada. W tym samym roku otrzymała za nią Nagrodę im. Wilhelma Macha. Pracę magisterską pisała początkowo pod kierunkiem Hanny Temkin, którą usunięto z uniwersytetu w wyniku kampanii antysemickiej.
W latach 1962–1972 była żoną pisarza Edwarda Stachury. Była jedną z najważniejszych postaci w jego życiu; badacz jego życiorysu Marian Buchowski wskazał, że to ona była Gałązką Jabłoni występującą w twórczości pisarza. Małżeństwo niedługo po ślubie zamieszkało w kawalerce na ulicy Rębkowskiej w Warszawie, którą pisarz dostał z przydziału Związku Literatów Polskich.
Współpracowała z Niezależną Oficyną Wydawniczą, w latach 80. działała w Komitecie Kultury Niezależnej, pisywała w czasopismach drugiego obiegu („Tygodniku Wojennym”, „Wezwaniach” i „Kulturze Niezależnej”). Wraz z drugim mężem, dziennikarzem Andrzejem Kaczyńskim, od 1996 pracowała w „Rzeczpospolitej”. Zajmowała się także tłumaczeniami.
Przez wiele lat odmawiała udzielania wywiadów, a także nie organizowała wieczorów autorskich.
W 2011 odznaczona Krzyżem Kawalerskim Orderu Odrodzenia Polski. W 2013 za powieść Ocalenie Atlantydy została nominowana do Nagrody Literackiej „Nike” oraz otrzymała Nagrodę Literacką Gdynia i Ogólnopolską Nagrodę Literacką dla Autorki „Gryfia”. Należała do polskiego PEN Clubu.
Została pochowana na Cmentarzu Komunalnym Północnym w Warszawie.

## Twórczość (druk zwarty)
- 1970: Najada – powieść.
- 1971: Melodramat – powieść
- 1972: Gaba-Gaba czyli 28 części wielkiego okrętu – powieść
- 1981: Czarna iluminacja – powieść
- 1984: Madam Frankensztajn – powieść
- 1990: Historia choroby, historia żałoby – powieść
- 2012: Ocalenie Atlantydy – powieść